# Tunisia
La Tunisia (in arabo تونس‎?, Tūnis; AFI: [ˈtuːnɪs]; in berbero ⵜⵓⵏⵙⴰ, Tunsà), ufficialmente Repubblica di Tunisia (in arabo الجمهورية التونسية‎?, Al-Jumhūriyyah at-Tūnisiyya ), è lo Stato più settentrionale dell'Africa. Fa parte della regione del Maghreb del Nordafrica. Confina con l'Algeria a ovest, la Libia a sud-est ed è bagnata dal Mar Mediterraneo a nord e a est. Presenta i siti archeologici di Cartagine risalenti al IX secolo a.C., così come la Grande moschea di Qayrawan.
Conosciuta per la sua architettura antica, i souk e le coste blu, copre un'area di 163 610 km² (63 170 miglia quadrate) e ha una popolazione di 12,1 milioni. Contiene l'estremità orientale delle montagne dell'Atlante e le propaggini settentrionali del deserto del Sahara; gran parte del suo territorio rimanente è terra coltivabile. La sua capitale e città più grande è Tunisi, che si trova sulla costa nord-orientale e dà il nome al paese.
La lingua ufficiale della Tunisia è l'arabo moderno standard. La stragrande maggioranza della popolazione tunisina è araba e di fede musulmana. L'arabo volgare tunisino è la lingua più parlata, mentre Il francese funge da lingua amministrativa, utilizzata anche nell'istruzione superiore e nel commercio.
La Tunisia fa parte della Lega araba, dell'Unione africana e dell'Organizzazione della cooperazione islamica. Mantiene stretti rapporti con gli Stati Uniti, la Francia e l'Unione europea, con i quali ha stipulato un accordo di associazione nel 1995, denominato Processo di Barcellona.
Tra il 1956 e il 2011, la Tunisia era de facto uno Stato monopartitico, dominato da tre partiti secolari uno successore dell'altro: prima il Neo-Dustur, poi il Partito Socialista Desturiano e infine il Rassemblement Constitutionnel Démocratique (RCD), sotto la guida prima di Habib Bourguiba e poi, a seguito del colpo di Stato del 1987, da Zine Ben Ali.
Nel 2011, la Rivoluzione dei Gelsomini, provocata dal malcontento generale verso il governo di Ben Ali, la mancanza di libertà e di democrazia, portò alla caduta del regime di Ben Ali, catalizzando il più ampio movimento della Primavera Araba in tutta la regione. Poco dopo, il 26 ottobre 2014 si sono tenute le prime elezioni parlamentari democratiche, che hanno visto la vittoria elettorale del partito laico Nidaa Tounes con 85 seggi nell'assemblea su 217. A novembre dello stesso anno furono organizzate le elezioni presidenziali.
Dal 2014 al 2020 la Tunisia venne considerata l'unica democrazia del mondo arabo dall'Economist Intelligence Unit e definita come una "democrazia imperfetta".
In seguito a varie proteste contro il Governo Mechichi, per la malagestione della pandemia di COVID-19 e la crisi economica, il 25 luglio 2021 il presidente Saïed sospese il parlamento, licenziò il primo ministro, consolidando il proprio potere in quello che Ennahda e gli oppositori hanno definito un "colpo di Stato". Dopo il "golpe" Saïed ha sciolto il consiglio della magistratura tunisina, accusato di corruzione e ha ordinato l'arresto di diversi esponenti politici.
Dopo il referendum costituzionale del 2022, la Tunisia è diventata una repubblica presidenziale.

## Storia
La Tunisia è stata abitata fin dalla preistoria: la presenza umana è documentata fin dal Paleolitico. I suoi primi abitanti noti furono tribù berbere. Sintetizzando millenni di storia tunisina bisogna ricordare il conflitto interetnico tra i Berberi sedentari e gli arabofoni nomadi, avvenuto fra il XII e il XIV secolo.
Il rapporto fra queste due culture, sul piano del potere politico, è stato sempre squilibrato a sfavore della cultura berbera. La comunità berberofona, a oggi, è una minoranza pari all'un per cento della popolazione totale.

### Antichità

I domini cartaginesi prima delle guerre puniche

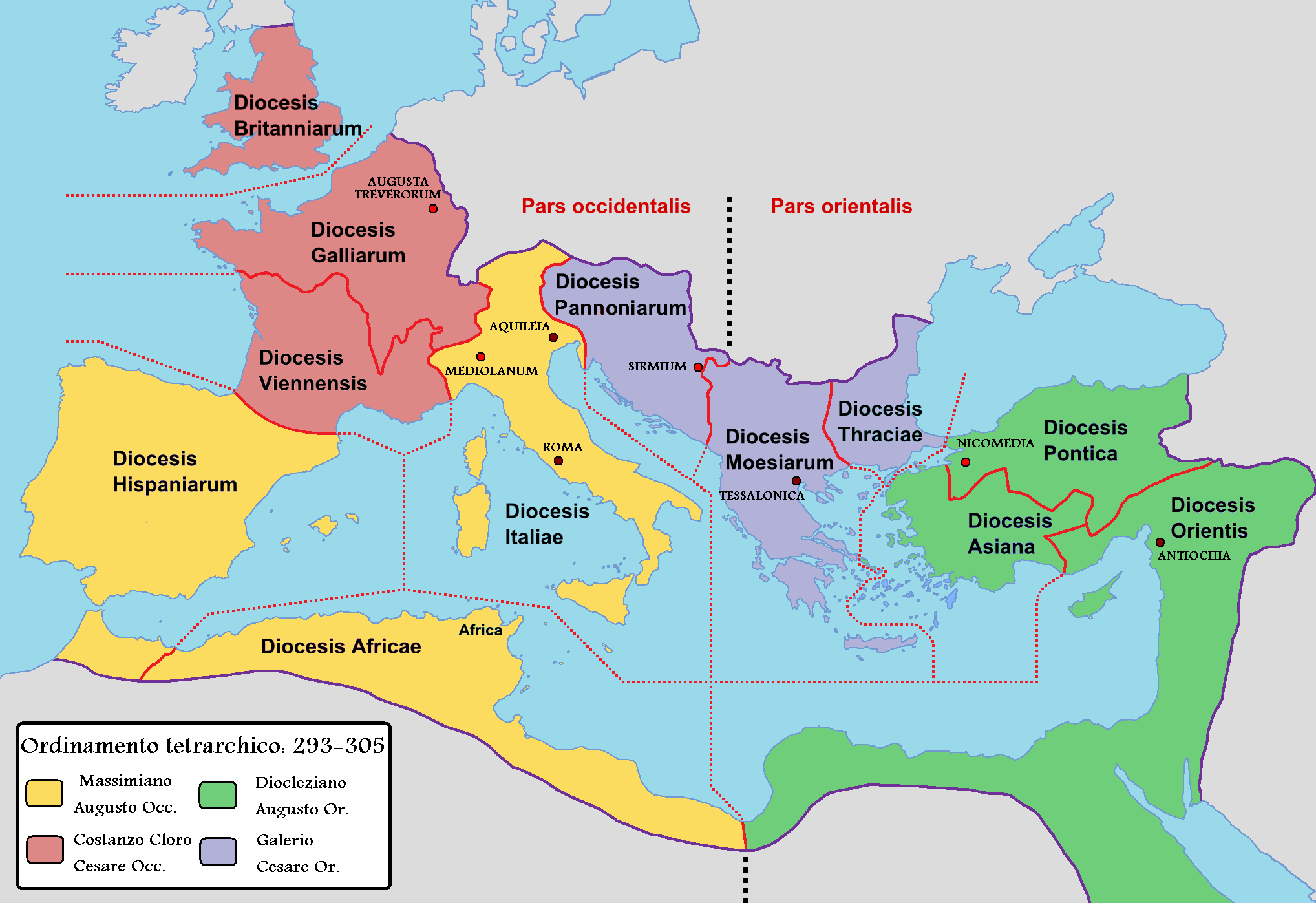
Prima tetrarchia dell'Impero romano

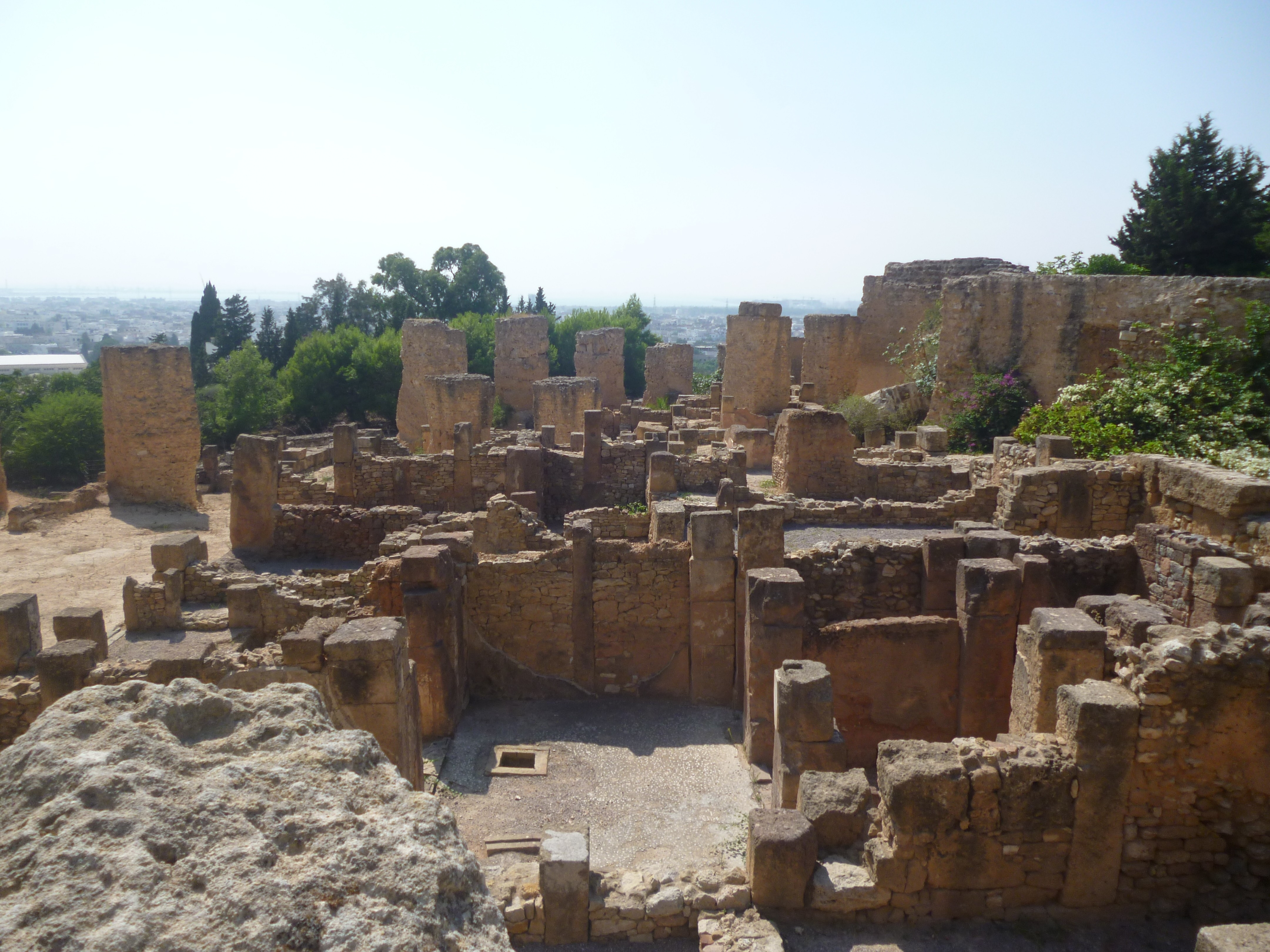
Sito archeologico di Cartagine

Nell'814 a.C. fu fondata Cartagine per mano dei Fenici; dopo le guerre puniche Cartagine passò sotto la conquista romana, dove conobbe un periodo di grande prosperità. Si svilupparono fortemente l'agricoltura e l'urbanizzazione.
La regione corrispondente oggi alla Tunisia era considerata parte della regione libica per tutta l'antichità.
L'influenza della cultura di Roma portò anche con sé l'influenza del cristianesimo; non è possibile stabilire la data di inizio della diffusione ma ai tempi di Tertulliano e Cipriano, la Chiesa nell'area dell'odierna Tunisia appare già organizzata; Agostino d'Ippona afferma che il cristianesimo si diffuse dapprima nelle comunità ebraiche di Susa, Cartagine e Utica. Cartagine, centro principale, subì varie persecuzioni da parte dell'Impero romano: i martiri scillitani (180), Perpetua e Felicita e compagni (203), Cipriano (258), i martiri di Abitina (304).
Il cristianesimo si diffuse fra la popolazione romanizzata, poco e tardivamente presso le popolazioni berbere. Nel corso del III secolo a Cartagine si indissero concili: nel 220 con 70 vescovi; tra 236 e 240 con più di 80 e con oltre 100 nel 256. La maggior parte di questi proveniva da territori della Tunisia odierna.
La Chiesa tunisina fornì forti personalità alla culture teologica in lingua latina quali Tertulliano, Cipriano e Agostino. Grande il contributo degli "africani" dei primi secoli quali Vittore Vitense, Quodvultdeus di Cartagine e Fulgenzio di Ruspe. La Chiesa cartaginese annoverò tre papi: Vittore I (189-199), Milziade (311-314) e Gelasio I (492-496).

### Dinastie islamiche
A metà del VII secolo iniziò la penetrazione degli Arabi e della loro nuova religione, l'Islam. Furono loro necessarie sei spedizioni, la prima nel 647, la seconda nel 661, la terza nel 670, la quarta nel 688, la quinta nel 695 e la sesta nel 698-702, per strappare il paese ai Bizantini e insediarvisi stabilmente, spezzando anche la resistenza dei Berberi. Proprio nel 670 gli invasori arabi fondano Qayrawan.
Con la conversione dei Berberi all'Islam (702), l'antica Provincia Africa diventò Ifriqiya nella lingua dei nuovi dominatori. Sebbene il popolo berbero avesse adottato la religione degli invasori, non fu mai disposto ad accettarne il dominio, tanto da aderire in massa al kharigismo e a iniziare una serie di rivolte che durarono fino all'arrivo dei Turchi ottomani.

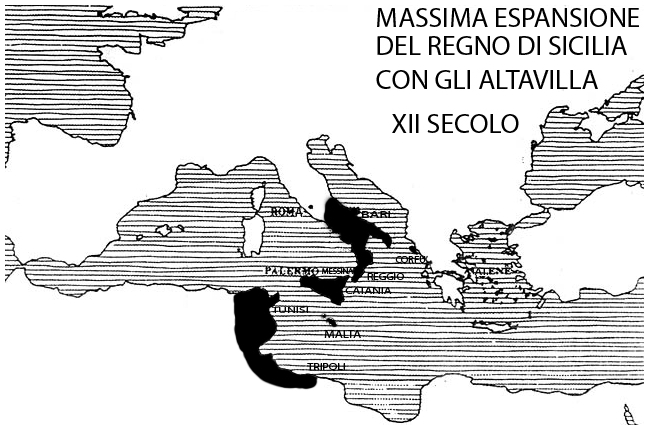
Regno di Sicilia (XII secolo)

Dopo la dinastia degli Aghlabidi, soggetta ai califfi sunniti (IX secolo), proprio l'Ifriqiya vide la nascita (909) della dinastia sciita dei Fatimidi (fondatori arabi di Mahdiya, l'attuale Mahdia), loro prima capitale (nel 921). Nella prima metà del XII secolo le città della costa furono occupate dal Regno di Sicilia. Nel 1159-1160 tutta la regione cadde sotto il dominio degli Almohadi, berberi provenienti dal Marocco, che unificarono tutto il Maghreb.
Tuttavia, già nel 1228 se ne rese autonoma la dinastia berbera degli Hafsidi, che regnò fino al XVI secolo, quando, in risposta alle crescenti pressioni del Regno di Spagna, si realizzò gradualmente la conquista da parte dei turchi ottomani che si completò nel 1574. Gli ottomani tuttavia furono sempre pochi e costretti a delegare il potere amministrativo a notabili locali, riservandosi l'autorità militare. Nel 1705 venne fondata la dinastia Husaynide (o Husseinide), i cui esponenti regnarono come Bey di Tunisi fino al 1957.

### Colonialismo
Nel 1881 la Tunisia fu assoggettata a protettorato francese anche se formalmente rimase retta dal Bey fino al 1956.
Il 12 maggio 1881, in seguito all'invasione militare da parte di truppe francesi, fu firmato il trattato del Bardo. La Francia, già da 50 anni installata in Algeria, con tale atto bloccò le mire dell'Italia che già contava la colonia europea più numerosa con un insediamento di agricoltori provenienti principalmente dalla Sicilia. La Francia mirava allo sfruttamento delle risorse naturali (agricole e minerarie), quindi investì nella costruzione delle reti di trasporto (stradale, ferroviario e navale) soprattutto in funzione di tale progetto.
La feroce resistenza anticoloniale durò per tutti i 75 anni di dominazione francese, alimentata e poi diretta dagli allievi delle prime scuole e università moderne. La guidò il Partito della Libera Costituzione (Ḥizb al-Ḥurr al-Dustūrī) (1920), poi soppiantato dal più radicale Néo-Destour, (1934), (dal 1964 Partito Socialista Costituzionale). Nel 1938 il governo francese proclamò lo stato d'assedio in tutta la colonia, segnando così l'inizio la lotta per l'indipendenza della Tunisia.
La seconda guerra mondiale coinvolse la Tunisia dal giugno 1940 al maggio 1943. In seguito alla sconfitta francese da parte della Germania hitleriana, in base al Secondo armistizio di Compiègne (22 giugno 1940) la Tunisia diventò parte del regime di Vichy. Dall'ottobre-novembre 1942 la Tunisia venne occupata dai tedeschi e dagli italiani in ritirata pressati dall'8ª Armata britannica proveniente dall'Egitto e dalle divisioni americane provenienti dal Marocco. L'11-13 maggio 1943 le forze dell'Asse, comandate dal generale italiano Messe, in assenza di rifornimenti e rimpiazzi e circondate da soverchianti forze nemiche, si arresero a Capo Bon.

### Indipendenza
Il 31 luglio 1954 il primo ministro francese Pierre Mendès France s'impegnò, in un discorso a Cartagine, a riconoscere l'autonomia tunisina. Tahar Ben Ammar del Destour divenne primo ministro a Tunisi.
L'anno seguente, il 3 giugno: le convenzioni firmate da Mendès-France e Ben Ammar inaugurarono l'autonomia tunisina; i colloqui proseguirono in vista dell'indipendenza. Il 20 marzo 1956 il trattato del Bardo venne abrogato. In seguito a quest'evento la Tunisia venne dichiarata indipendente. Alle elezioni dell'8 aprile il Néo-Destour ottenne il 95% dei voti: Habib Bourguiba (1903-2000), esponente del Néo-Destour divenne Primo Ministro. Il 3 agosto la Tunisia abrogò il doppio regime (coranico e civile) nei tribunali e progressivamente attuò lo stesso nelle scuole. Il 13 agosto fu approvato il Codice dello statuto della persona (CSP), che di fatto emancipava le donne (divieto della poligamia, necessità di un'età minima e del reciproco consenso per il matrimonio, abolizione del dovere di obbedienza della sposa, sostituzione del divorzio al ripudio, solo maschile). Cinque mesi dopo fu vietato l'uso dell'hijab nelle scuole e sette mesi dopo alle tunisine è stato pienamente riconosciuto il diritto di voto.

### Repubblica e regimi
Il 25 luglio 1957 avvenne la proclamazione della Repubblica. L'Assemblea Costituente dichiarò decaduta la dinastia Husaynide. Si elesse un consiglio costituzionale che attribuì a Bourguiba le funzioni di Presidente della Repubblica.
Il 1º giugno 1959 venne adottata la prima Costituzione repubblicana, che confermò la natura laica dello Stato. Preceduta in primavera dalle prime elezioni municipali, l'8 novembre si tennero, unitamente a quelle parlamentari, le prime elezioni presidenziali e venne eletto Bourguiba, unico candidato.
All'inizio del 1963, Bourguiba inaugurò la fase socialista, come necessaria allo sviluppo, ma in seguito a ciò la Francia azzerò gli aiuti allo sviluppo, temendo un'influenza della Tunisia sugli Stati facenti parte del Patto Atlantico. Il 15 ottobre le truppe francesi lasciarono il porto di Biserta, ultima loro base nel Paese. Nel 1970 Bourguiba cominciò a chiudere la fase socialista.
Il 26 gennaio 1978, "Giovedì nero" ci fu uno sciopero generale proclamato dal sindacato UGTT e ai disordini che seguirono, la polizia rispose brutalmente, sparando sui manifestanti, su ordine del presidente: alcune centinaia furono i morti.
L'anno seguente in seguito alla firma degli accordi di Camp David fra Egitto e Israele (settembre 1978), la Lega araba trasferì la sua sede a Tunisi; ritornerà al Cairo nel settembre-ottobre 1990.
Al congresso del PSD del 1981 Bourguiba aprì al pluralismo politico: i primi due partiti di opposizione (MSD e PUP) furono legalizzati il 19 novembre 1983.
Tra la fine del 1983 e il gennaio 1984, l'annuncio di un aumento del prezzo del pane e dei cereali generò violente manifestazioni spontanee; la repressione causò un centinaio di morti, ma il 6 gennaio il presidente annunciò alla televisione il mantenimento dei prezzi.
Il 7 novembre 1987 il generale Zine El-Abidine Ben Ali, Primo ministro dal 1º ottobre, depose il presidente Bourguiba per senilità con un colpo di Stato "medico", favorito fra l'altro dall'Italia. Il generale costruì un regime autoritario, fondato sul sopruso e intriso di corruzione, ponendo fidati collaboratori nei ruoli di dirigenza e costruendo leggi elettorali truffa, le quali gli permisero di ottenere dei risultati plebiscitari nelle elezioni degli anni seguenti.

### La Rivoluzione dei Gelsomini
Il 17 dicembre 2010 un giovane ambulante, Mohamed Bouazizi, si diede fuoco davanti al palazzo del Governatorato di Sidi Bouzid a seguito della volontà delle autorità di revocargli la licenza. Quest'episodio portò alla nascita della Primavera Araba, un insieme di movimenti popolari che si svilupparono in diverse nazioni arabe.
Il 14 gennaio 2011 si dimise il presidente Ben Ali, il quale andò all'estero. Le sommosse popolari in Tunisia del 2010-2011 contro il carovita furono una miccia. Ad assumere provvisoriamente la presidenza, secondo la costituzione tunisina di allora, fu il presidente della Camera Fouad Mebazaâ, inaugurando un'incerta fase transitoria. Un mese dopo circa, il 6 febbraio il ministro dell'interno tunisino annunciò la cessazione delle attività del partito del deposto presidente Ben Ali, l'RCD (Rassemblement Constitutionnel Democratique), con la chiusura di tutte le sedi del partito.
Il 23 ottobre 2011 si sono svolte le elezioni per l'Assemblea costituente della Tunisia che hanno visto la netta affermazione del partito islamico moderato Ennahda, seguito dal Congresso per la Repubblica. Il difficile cammino costituente, caratterizzato da tensioni anche tra i partiti si è concluso con alcune intese, che hanno permesso di mantenere un quadro politico-istituzionale.
Il 26 gennaio 2014 è entrata in vigore una nuova Costituzione (vedi democrazia islamica), contenente garanzie di libertà e uguaglianza, principi di tutela delle tradizioni e un'"introduzione rivoluzionaria" dei "nuovi diritti".
Le elezioni legislative per l'attribuzione dei 217 seggi previsti per l'Assemblea del Popolo (il Parlamento tunisino) si sono tenute senza incidenti e contestazioni in Tunisia il 26 ottobre 2014. La propaganda elettorale ha avuto inizio dal 4 ottobre 2014. Esse sono state le prime elezioni giudicate a livello internazionale sostanzialmente rispettose delle tradizioni democratiche parlamentari e realmente multipartitiche. Le prime libere elezioni presidenziali dopo l'indipendenza della Tunisia, tenutesi in due turni il 23 novembre e il 21 dicembre 2014, hanno dato la vittoria a Beji Caid Essebsi.

## Geografia
La Tunisia è il più orientale e più piccolo dei tre Stati disposti lungo la catena montuosa dell'Atlante. È uno degli Stati del Maghreb, come il Marocco, l'Algeria e la Libia. La sua capitale, decentrata rispetto al resto del territorio nazionale, è Tunisi, nel Nord del paese.

### Morfologia
Il 40% della sua superficie è occupato dal deserto del Sahara, mentre gran parte del territorio restante è composta da terreno particolarmente fertile e circa 1 300 km di coste facilmente accessibili.

### Idrografia
Il paese possiede una rete idrografica scarsamente sviluppata. Il fiume Medjerda, lungo 365 km, nasce in Algeria ma si snoda per ¾ del suo percorso in territorio tunisino prima di sfociare a nord della Tunisia.

### Clima
Il clima si presenta mediterraneo di tipo subtropicale sulle coste, con inverni miti ed estati calde e secche, mentre è di tipo tropicale arido o desertico all'interno, con temperature estive molto elevate (oltre 45 °C - 47 °C) e precipitazioni scarse. Sulle coste il caldo estivo è relativamente limitato dalle brezze marine, in cui si hanno generalmente temperature di circa 35 °C, mentre quando il vento soffia dal deserto, la temperatura può diventare opprimente. A Tunisi, invece, le temperature estive diventano elevate e fastidiose a causa dell'elevata umidità presente.

## Società
In Tunisia ci sono 12 351 444 abitanti (2023) per la maggioranza araba; ci sono tuttavia anche minoranze berbere e di origine europea, quest'ultime costituite principalmente da francesi (22 000 nel 2011) e italiani (oltre 3 000 nel 2011).

### Demografia

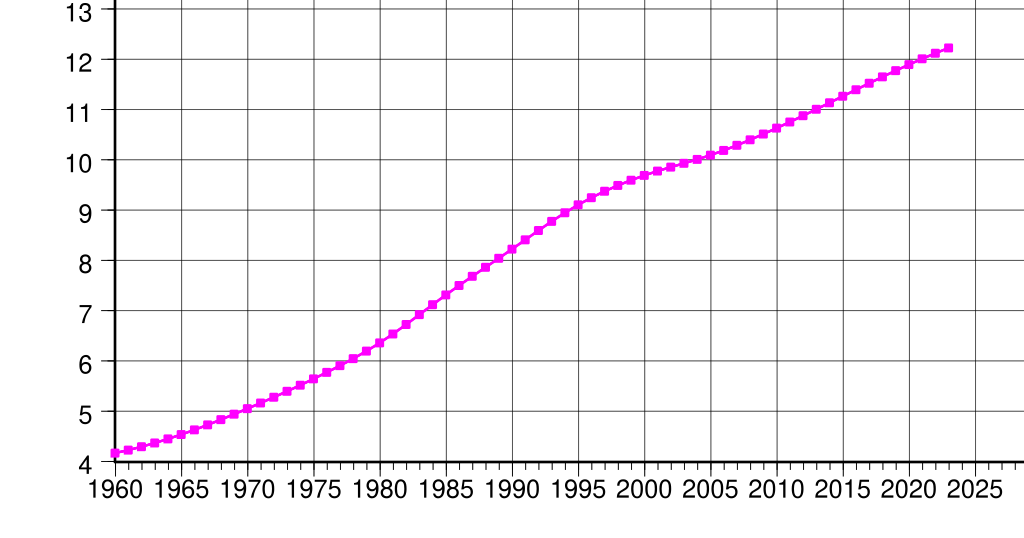
Crescita demografica in Tunisia dal 1961 al 2011

#### Etnie
Nonostante la maggioranza (circa il 98%) dell'odierna popolazione tunisina parli arabo e si identifichi nella cultura araba, sarebbe assolutamente errato dedurne un'origine etnica proporzionale. Analisi genetiche condotte tra popolazioni berberofone e arabofone della Tunisia e del Nordafrica hanno mostrato un'unità di fondo nordafricana, per cui la popolazione deve essere considerata principalmente di etnia berbera arabizzata (solo in alcune parti si è riscontrato un DNA derivante dagli antenati fenici).
Una minoranza che si trova nel paese è quella ebraica, concentrata per lo più a Tunisi e nell'isola di Gerba, molto ridottasi da quando il Paese ha ottenuto l'indipendenza dalla Francia.

#### Tunisini residenti all'estero[27]
I tunisini residenti all'estero sono 4 milioni, la maggior parte dei quali in Europa, principalmente in Francia (61 028 nel 1968; 598 504 nel 2009) e in Italia (48 909 nel 1998; 152 721 nel 2009).
| Tunisini residenti all'estero (2009) | Tunisini residenti all'estero (2009) | Tunisini residenti all'estero (2009) |
| ------------------------------------ | ------------------------------------ | ------------------------------------ |
| Francia                              | 598 504                              |                                      |
| Italia                               | 152 721                              |                                      |
| Libia                                | 87 177                               |                                      |
| Germania                             | 85 532                               |                                      |
| Belgio e Lussemburgo                 | 20 752                               |                                      |
| Arabia Saudita                       | 18 582                               |                                      |
| Algeria                              | 16 402                               |                                      |
| Canada                               | 15 272                               |                                      |
| Emirati Arabi Uniti                  | 13 842                               |                                      |
| Stati Uniti                          | 13 726                               |                                      |
| Svizzera                             | 13 109                               |                                      |

### Lingue

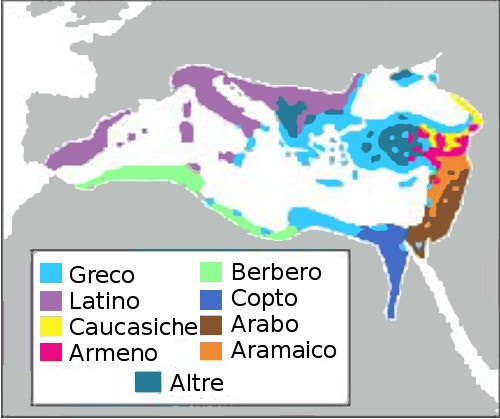
Lingue parlate durante l'Impero romano d'Oriente (VI secolo)

La maggior parte della popolazione parla arabo. Molto parlato è anche il francese, soprattutto nelle città; in alcune località del Sud e dell'isola di Gerba sono parlate varianti del berbero.
La Tunisia è lo Stato del Maghreb più omogeneo sul piano linguistico dal momento che la quasi totalità della popolazione parla la lingua araba, che è la lingua ufficiale del Paese. L'arabo tunisino è la variante locale della lingua araba - o più correttamente un continuum linguistico di dialetti, per il quale non esiste nessun organo di normalizzazione - che è parlato al di fuori dei contesti formali.
Durante il protettorato francese in Tunisia, la lingua francese si impose attraverso le istituzioni, in particolare l'educazione, che divenne un forte fattore di diffusione. A partire dall'indipendenza, il Paese si è arabizzato anche se l'amministrazione, la giustizia e l'insegnamento restano bilingui, così come la conoscenza di lingue europee da parte della popolazione è fortemente condizionata dalla televisione e dal turismo.
Al di là delle stime fornite dal governo tunisino, l'Organizzazione internazionale della francofonia ha affermato che il numero di persone aventi una certa conoscenza del francese è di circa 8,5 milioni, corrispondenti al 75% della popolazione.

### Religioni
Circa il 98,6% della popolazione è di religione musulmana. Oltre alla minoranza di fede ebraica (0,8%), è presente anche una piccola componente di credenti di fede cristiana (0,6%).

## Ordinamento dello Stato
Amministrata sin dal 2014, in seguito al crollo del regime di Zine El-Abidine Ben Ali a causa della Rivoluzione dei Gelsomini (che diede inizio al processo costituente nel 2011 per rimpiazzare la vecchia legge fondamentale del 1959), con la carta costituzionale dello stesso anno, che comportò per il paese un periodo di grande avanzamento nella forma di Stato verso l’ideale liberal-democratico e nella forma di governo verso un sistema a Repubblica semipresidenziale, con vari apprezzamenti dalla comunità internazionale verso il Quartetto per il dialogo nazionale tunisino come caso unico nel mondo arabo), per via di un periodo di forte instabilità politica nel 2021, il Presidente Kaïs Saïed decise volontariamente di forzare la propria mano istituzionale per riorganizzare il fragile Stato democratico.
Sospeso dunque il Parlamento e licenziato il Primo ministro, egli ha iniziato a governare per decreto, attuando presto, per il tramite di una commissione apposita, la scrittura di un nuovo testo a base sempre laica (seppur con un maggiore ruolo dell’Islam nel funzionamento dello Stato), ma presidenzialista, volto ad accrescere di molto le proprie prerogative a discapito del Parlamento, ormai sciolto per decreto.
La nuova Costituzione tunisina del 2022 fu dunque presto posta a referendum che, nonostante un forte astensionismo, comunque l’approvò, rendendola così la legge fondamentale dello Stato. 
In sintesi, secondo la nuova carta, il potere esecutivo è affidato al Presidente, che non può essere messo sotto accusa per carenza di strumenti in tal senso e che nomina un Primo ministro non autonomo che risponde esclusivamente a quest’ultimo. Il potere legislativo, invece, è affidato ad un Parlamento bicamerale, composto dall'Assemblea dei rappresentanti del popolo, composta da 161 membri, obbligatoriamente non affiliati ad alcun partito, richiamabili ed eletti a suffragio universale, e da un Consiglio nazionale delle regioni e dei distretti di 77 membri, sempre composto da indipendenti rappresentanti le istanze locali. 
La nuova Carta, poi, mantiene alcune disposizioni in materia di magistratura, tra cui una Corte costituzionale, ma assoggetta molto della sua teorica indipendenza a delle istanze di tipo governativo.

### Suddivisioni amministrative
La Tunisia è suddivisa in cinque regioni (minṭaqa, in arabo  ﻣﻨﻄﻘـة‎?/iklim, in arabo  إقليم‎?) con 24 governatorati (wilāyāt, in arabo ﻭلاﻳـة‎?), che prendono il nome dalle città capoluogo. Ciascun governatorato è retto da un governatore nominato dal Presidente. Le province sono a loro volta suddivise in "municipalità", che raggruppano diversi comuni o "consigli rurali". La più piccola suddivisione amministrativa è l'ʿimada.

### Città principali

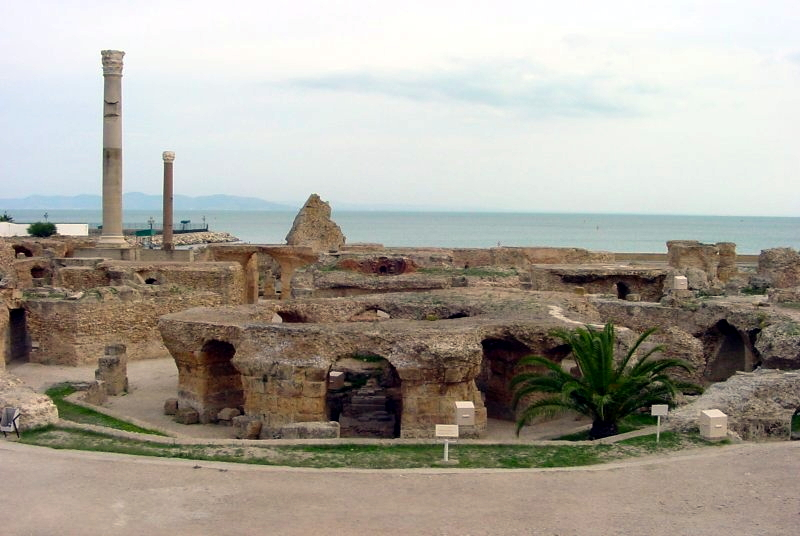
Rovine di Cartagine

| Posizione | Città             | Popolazione | Governatorato |
| --------- | ----------------- | ----------- | ------------- |
| 1         | Tunisi            | 638 845     | Tunisi        |
| 2         | Sfax              | 330 440     | Sfax          |
| 3         | Susa              | 221 530     | Susa          |
| 4         | Ettadhamen-Mnihla | 142 953     | Ariana        |
| 5         | al-Qayrawan       | 139 070     | al-Qayrawan   |
| 6         | Gabès             | 130 984     | Gabès         |
| 7         | Biserta           | 136 917     | Biserta       |
| 8         | Ariana            | 114 486     | Ariana        |
| 9         | Gafsa             | 105 264     | Gafsa         |
| 10        | El Mourouj        | 104 586     | Ben Arous     |

### Istituzioni

#### Ordinamento scolastico
Sino al 1958, l'istruzione in Tunisia era disponibile solo per una piccola minoranza, il 14% della popolazione. Adesso è certamente considerata una delle priorità del governo tunisino.

#### Università
Una delle più rinomate università tunisine è l'Università Ez-Zitouna, fondata nel 737 d.C.: è una delle più antiche istituzioni universitarie del mondo islamico. Modernizzata, dopo l'indipendenza della Tunisia, il 20 marzo 1956. A Tunisi e nella sua area metropolitana sono attive numerose università, pubbliche e private, tra le quali l'Université de Tunis El Manar, l'Université de Tunis, l'Université del La Manouba (sita nell'omonimo quartiere nella periferia sud-occidentale della città), l'Université del Carthage, ecc. Esistono anche diverse istituzioni universitarie al di fuori dell'area metropolitana, per esempio a Sfax, Gabés, Kairouan ecc. Le istituzioni accademiche private normalmente recano nel nome l'aggettivo "privée" (privato/privata).

#### Forze armate
Le Forze Armate tunisine sono articolate in Esercito, Marina e Aeronautica. In Tunisia è in vigore il servizio militare obbligatorio della durata di un anno, con impiego nelle Forze Armate o nei servizi tecnici di sostegno alle stesse. Fin dagli anni 1960 le Forze Armate tunisine sono state impiegate in missioni di mantenimento della pace all'estero, in Africa o in Paesi francofoni anche extrafricani (come Cambogia e Comore) sotto l'egida dell'ONU o dell'Unione Africana. Attualmente esse partecipano alla missione MONUSCO nella Repubblica Democratica del Congo.

## Diritti umani
Il 16 luglio 2023 il presidente della Tunisia, Kais Saied, e l'Unione europea hanno firmato un Memorandum di intesa per contenere i flussi di migranti in partenza dal Nord Africa.

## Economia

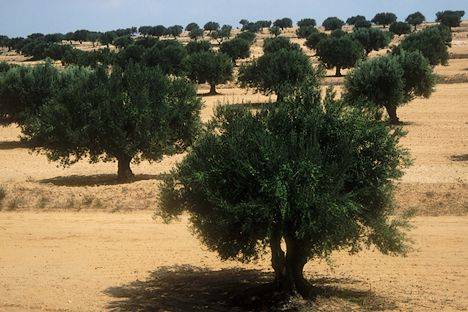
Ulivi a Sfax

La Tunisia si colloca all'81º posto. L'accordo prevede nel mondo con un PIL nominale di 45 407 milioni di dollari USA; negli anni 90 l'economia è cresciuta in media del 5% tanto che il paese ha oggi un sistema economico diversificato che va dall'agricoltura, al settore industriale (minerario, fatturiero, e dei prodotti chimici) fino al turismo che rappresenta il 7% del PIL; per quanto riguarda l'agricoltura molto rilevanti per le esportazioni sono l'olivicoltura, la viticoltura, la frutticoltura (pesche, albicocche, prugne, mele, pere, datteri e mandorle della regione di Sfax) e l'orticoltura (pomodori); l'allevamento è prevalentemente ovino e caprino. Il settore industriale è composto principalmente dall'industria dell'abbigliamento e delle calzature, la produzione di parti per automobili e macchine elettriche; lo Stato è riuscito inoltre ad attrarre numerose aziende e multinazionali come Airbus e Hewlett-Packard, che danno lavoro a un cospicuo numero di addetti; nel 2009 il settore turistico dava lavoro a oltre 370 000 persone; il primo partner della Tunisia nel commercio è l'Unione europea; ostacolo all'economia tunisina è rappresentato dalla disoccupazione che colpisce soprattutto i giovani. Possiede anche risorse del sottosuolo, tra cui gas e petrolio, non ancora adeguatamente sfruttate.
Al prodotto interno lordo (PIL) l'agricoltura contribuisce per il 16%, l'industria per il 28,5%, e i servizi per il 55,5%. In particolare:
- agricoltura e industria alimentare: la Tunisia produce ed esporta cereali (mais, frumento, avena), olive e olio di oliva, frutta (in particolare arance e datteri); possiede inoltre una notevole flotta da pesca, che entra frequentemente in concorrenza con i pescherecci italiani.
- industria: si produce molto per l'esportazione, grazie al basso costo della manodopera: i settori industriali prevalenti sono quelli di trasformazione di prodotti alimentari, il tessile, e dagli anni 2010 è in netto aumento l'estrazione e la trasformazione di prodotti petroliferi. Inoltre la Tunisia è un grande produttore di fosfati (il 6º nel mondo).
- turismo: settore d'importanza crescente, con circa 5 milioni di visitatori nel 2004.
I luoghi più frequentati sono Hammamet, Monastir, Nabeul, Susa, Gerba dove sorgono numerosi villaggi con animazione; il deserto del Sahara a sud e i siti archeologici come Cartagine, El Jem, Bulla Regia o Dougga.

I principali partner commerciali della Tunisia sono, nell'ordine: la Francia, l'Italia, la Libia, la Germania, il Belgio e la Spagna (dati 2003).
Il tasso di disoccupazione è alto (14,1%, stime 2007), anche a causa dell'alta natalità (crescita annua dello 0,99%), che fa sì che la metà della popolazione abbia oggi meno di 15 anni.
Anche per questo, la Tunisia è uno dei paesi mediterranei a forte emigrazione, e l'Italia, da cui la separano solo 71 km da Pantelleria e 110 dalla Sicilia, è la seconda destinazione dei migranti tunisini, almeno in transito: in Italia i cittadini tunisini con permesso di soggiorno erano oltre 152 000 nel 2009.

### Trasporti

#### Strade

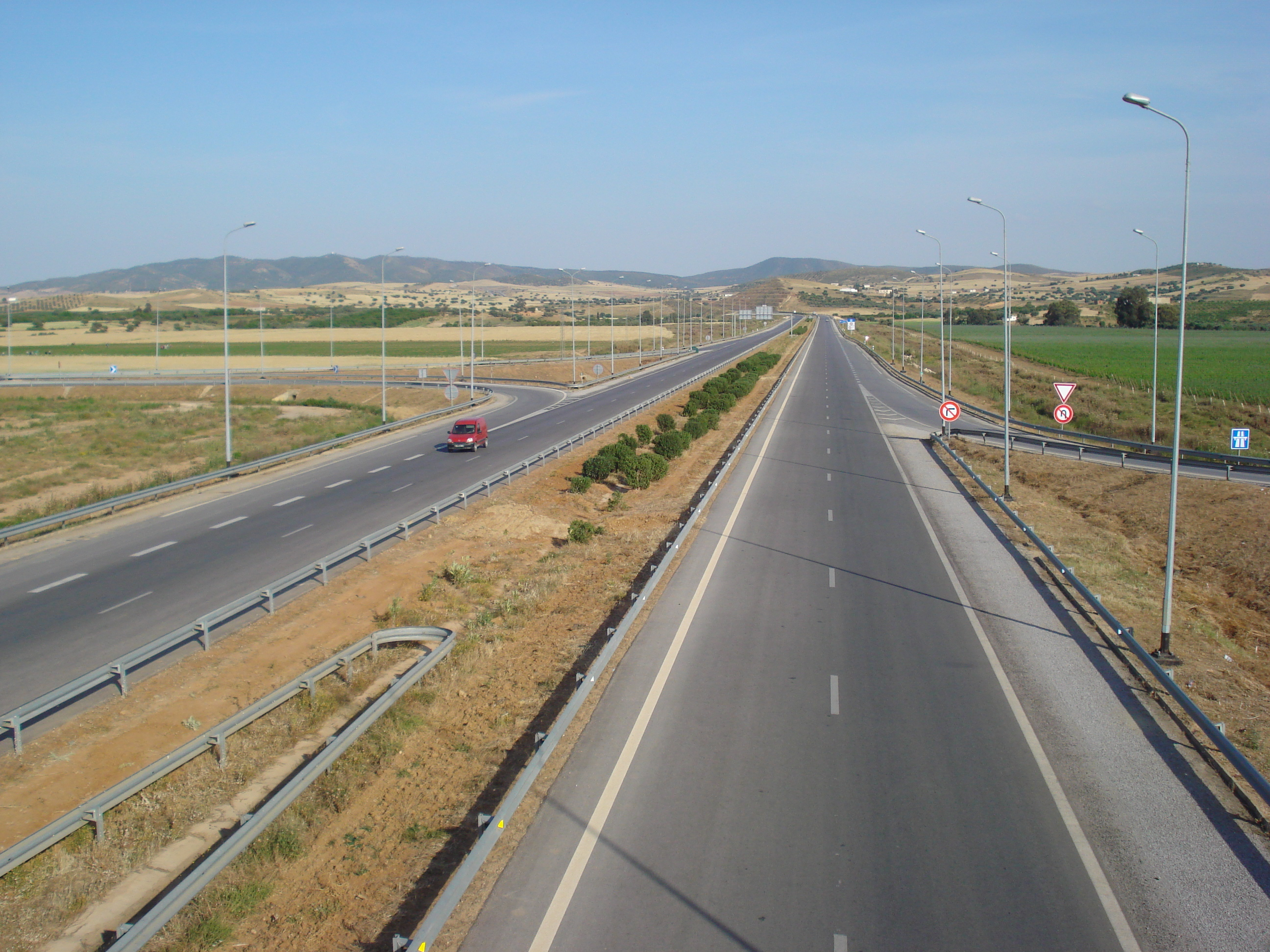
L'autostrada A3 per Biserta

La rete stradale raggiunge tutti i governatorati della Tunisia. Le strade sono divise in tre categorie principali: Strade nazionali (RN Route nationale), strade regionali (RR Route regionale) e strade locali (RL Route locale).
La rete autostradale è composta da tre autostrade in esercizio: la A1 che collega la capitale al confine libico, la A3 per l'Algeria e la A4 per Biserta. Nel 2022 sono iniziati i lavori per una quarta autostrada (la A2).

#### Ferrovie e tranvie

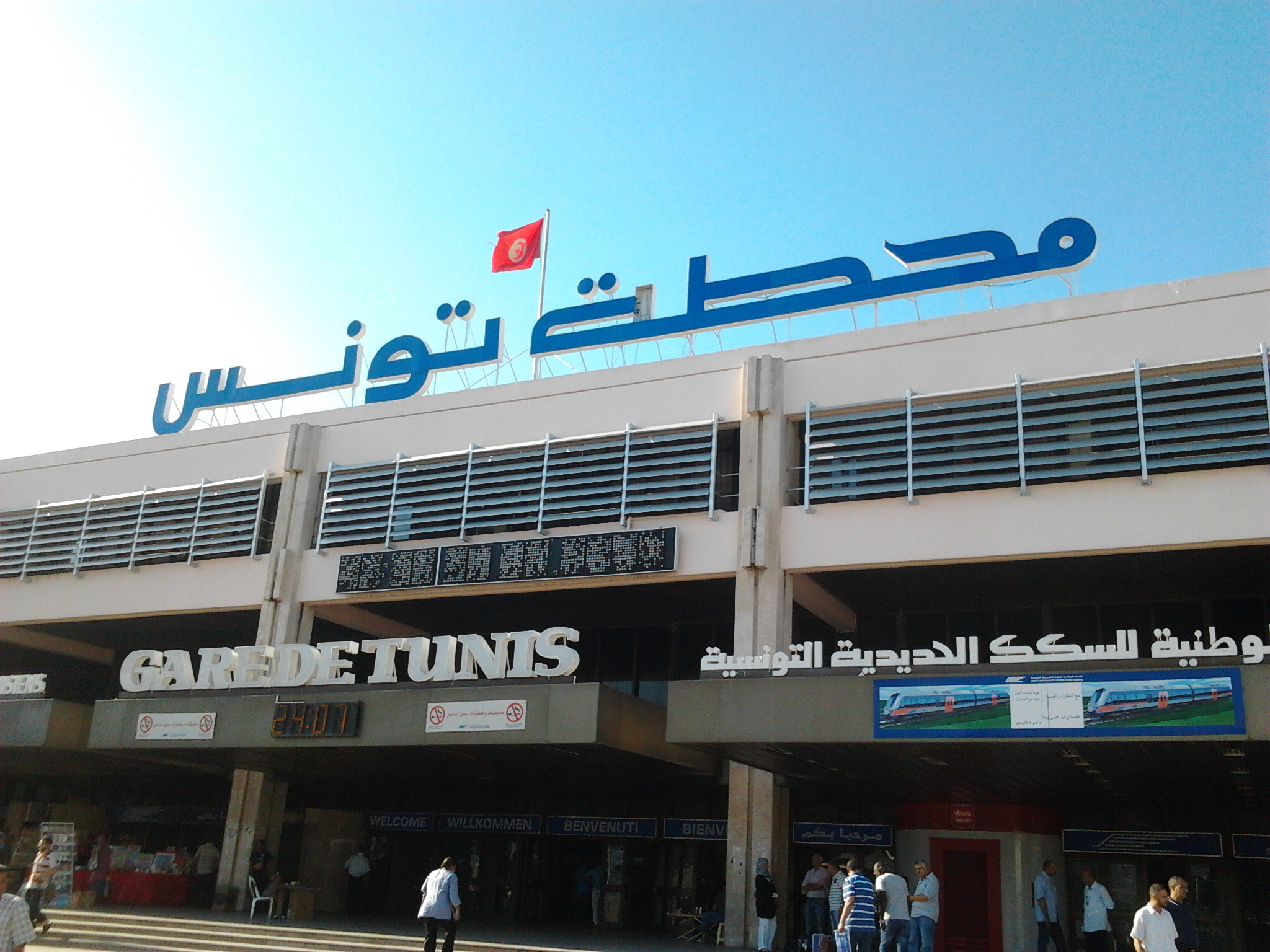
La stazione di Tunisi

La Tunisia possiede una rete ferroviaria che utilizza due differenti tipi di scartamento, normale e metrico, frutto delle differenti tipologie di costruzione essenzialmente volte allo sfruttamento delle risorse minerarie, la cui costruzione iniziò dal 1871.
Nel 2017 la rete ferroviaria tunisina risulta composta di 23 linee per un totale di 2 167 km dei quali:
- 471 km a scartamento normale 1 437 mm; sulle linee Tunisi - Ghardimaou e Tunisi - Biserta;
- 1 688 km a scartamento metrico dei quali 65 km elettrificati;
- 8 km a doppio scartamento.

La rete "grandi linee" della SNCFT (Société Nationale des Chemins de Fer Tunisiens) mantiene i seguenti collegamenti ferroviari:
- Tunisi - Ghardimaou via Béja, Bou-Salem, Jendouba.
- Tunisi - Biserta, via Mateur.
- Tunisi - Kalâa Khasba, via Gâafour e Dahmani
- Tunisi - Nabeul, via Bir Bouregba e Hammamet
- Tunisi - Susa, via Bir Bouregba ed Enfidha
- Susa - Mahdia, via Monastir
- Tunisi - Sfax, via Bir Bouregba, Enfidha, Kalâa Sghira, El Jem
- Tunisi - Gabès, via Kalaâ Sghira, Susa e Sfax
- Tunisi - Tozeur, via Sfax, Gafsa e Métlaoui

Oltre alla storica linea TGM, dal 1985 è in corso di realizzazione una Metropolitana leggera a scartamento di 1 435 mm a Tunisi. La prima linea fu operativa tra Tunisi e Ben Arous. Nel 2003 è stata creata la Société des transports de Tunis detta anche Transtu. Anche la linea storica TGM sarà sostituita da una nuova linea "metroleggera" il cui completamento è stato previsto per il 2021.

#### Collegamenti marittimi

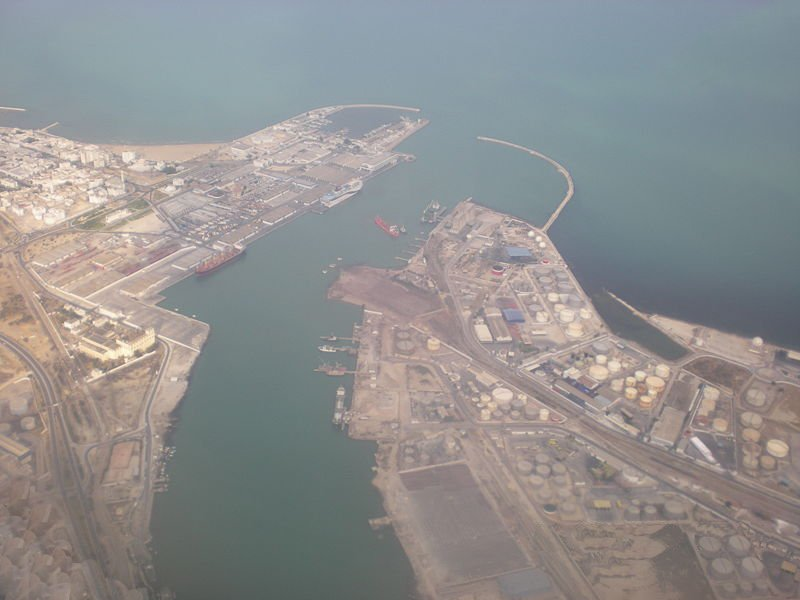
Vista sul porto di Tunisi

I collegamenti marittimi internazionali sono operati dal porto della capitale Tunisi verso le città italiane di Trapani, Palermo, Salerno, Civitavecchia e Genova e verso la città francese di Marsiglia.
| Linea                  | Durata media | Tipologia   | Traffico             | Compagnia                                       |
| ---------------------- | ------------ | ----------- | -------------------- | ----------------------------------------------- |
| Tunisi - Trapani       | 7h           | commerciale | passeggeri e veicoli | sospesa                                         |
| Tunisi - Palermo       | 12h          | commerciale | passeggeri e veicoli | Grimaldi Lines, Grandi Navi Veloci, CTN Ferries |
| Tunisi - Salerno       | 22h          | commerciale | passeggeri e veicoli | Grimaldi Lines                                  |
| Tunisi - Civitavecchia | 19h          | commerciale | passeggeri e veicoli | Grimaldi Lines                                  |
| Tunisi - Genova        | 24h          | commerciale | passeggeri e veicoli | SNCM, CTN Ferries, Grandi Navi Veloci           |
| Tunisi - Marsiglia     | 23h          | commerciale | passeggeri e veicoli | Corsica Linea, SNCM, CTN Ferries                |

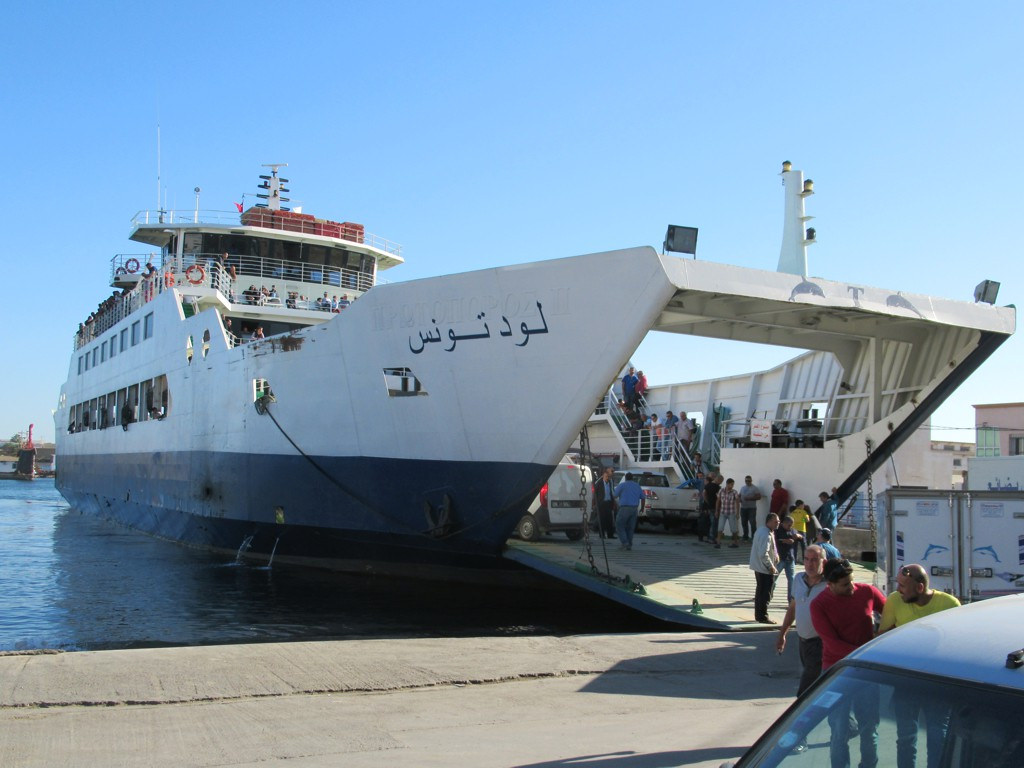
Traghetto al porto di Sfax diretto alle isole Kerkenna

I trasporti nazionali tra il paese e le isole Kerkenna è operato dalla compagnia di traghettamento Sonotrak che collega il porto di Sfax con l'approdo di Sidi Yousuf, mentre dal piccolo porto di Djorf partono i traghetti per Gerba. Operatori turistici locali offrono un servizio di linea tra il porti di Sfax e Gabès verso l'isola di Gerba.
| Linea                                | Durata   | Tipologia   | Traffico             | Compagnia      |
| ------------------------------------ | -------- | ----------- | -------------------- | -------------- |
| Sfax - Sidi Youssef (Isole Kerkenna) | 1h       | commerciale | passeggeri e veicoli | So.No.Tra.K    |
| Sfax - Houmt Souk (Gerba)            | 2h 30min | turistico   | passeggeri           | Babour Express |
| Gabes - Houmt Souk (Gerba)           | 1h 30min | turistico   | passeggeri           | Babour Express |
| Djorf - Ajim (Gerba)                 | 30min    | commerciale | passeggeri e veicoli | --             |

### Turismo
Il turismo rappresenta circa il 7% del PIL. Importanti centri turistici attrezzati sono Gerba, Hammamet, Susa e la capitale Tunisi per il mare. Mentre se si vuole esplorare il deserto del Sahara è consigliato visitare le città di Matmata, Tozeur e Douz. I turisti vengono principalmente da Italia, Francia, Germania, Inghilterra, Serbia e Russia.

## Cultura

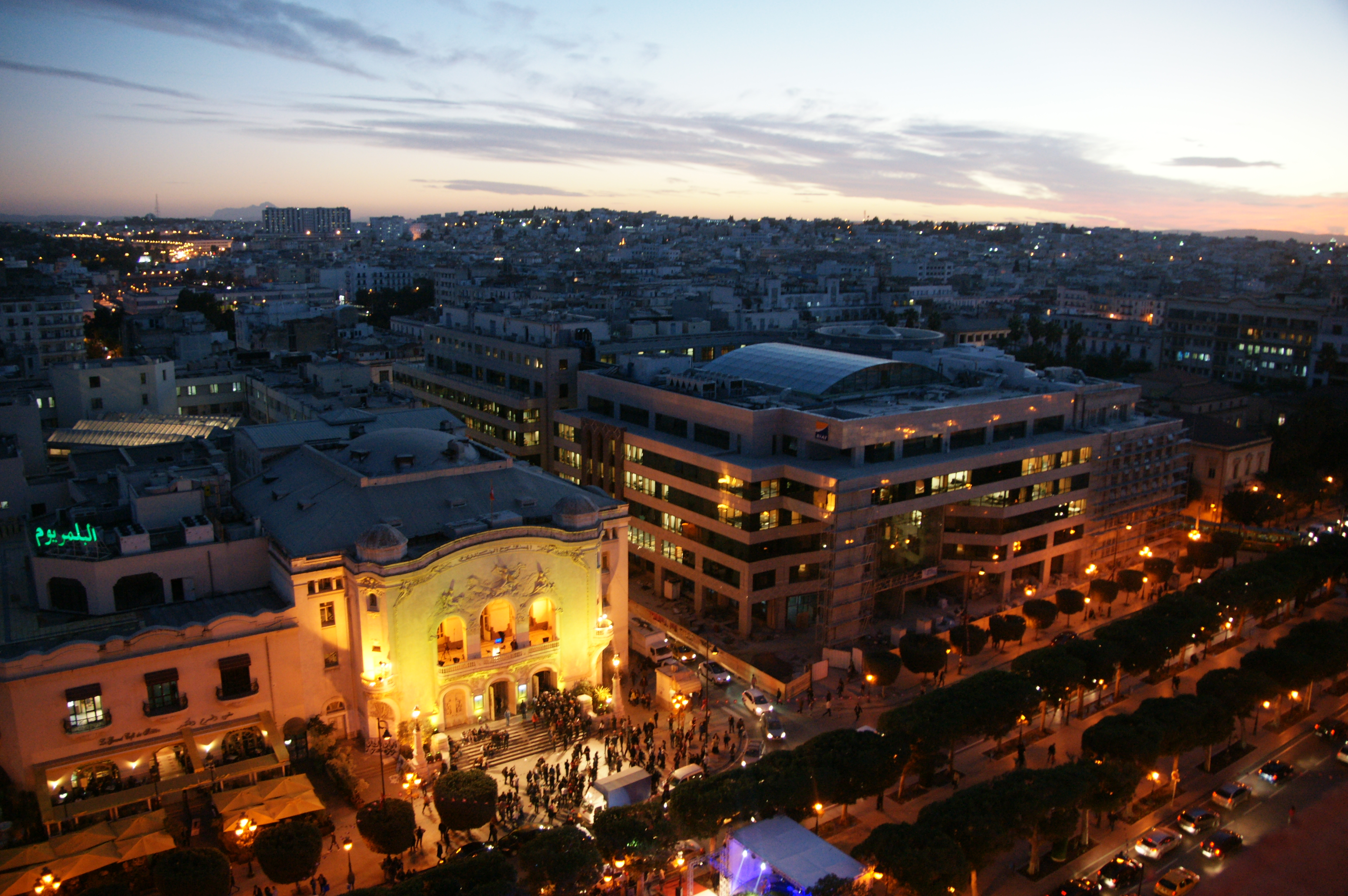
Teatro Comunale di Tunisi

### Letteratura

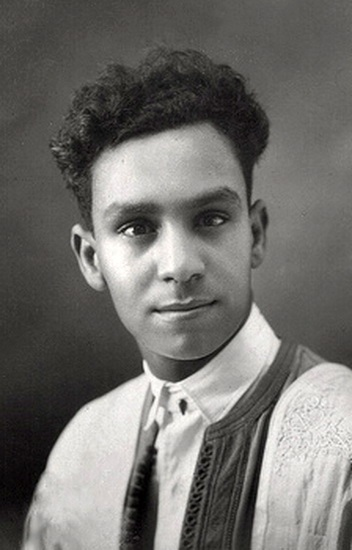
Abu l-Qasim al-Shabbi

Nel corso del XX secolo si affermò l'opera di uno dei maggiori poeti del mondo arabo, Abu l-Qasim al-Shabbi (1909-1934).

### Storia e filosofia
In campo storiografico e filosofico spicca soprattutto la figura di Ibn Khaldun, noto, in particolare, per l'opera Muqaddima (1377).

### Musica
Un genere di musica tradizionale popolare è rappresentato dal Mezwed.
Strumenti musicali noti sono la darabouka e l'oud.
Nell'ambito musicale, tra i cantanti tunisini più noti spiccano, tra gli altri, Safia Chamia, anche attrice, Latifa e Dhafer Youssef.
Tra i gruppi musicali tunisini, progressive metal, spiccano i Myrath.

### Patrimoni dell'umanità
La Tunisia può vantare l'iscrizione di diversi siti inseriti nella Lista dei patrimoni dell'umanità dell'UNESCO, tra cui:
- Anfiteatro romano di El Jem (1979)
- Medina di Tunisi (1979)
- Sito archeologico di Cartagine (1979)
- Parco nazionale di Ichkeul (1980)
- Città punica di Kerkouane e la sua necropoli (1985-1986)
- al-Qayrawan (1988)
- Medina di Susa (1988)
- Rovine romane di Thugga (Dougga) (1997)

### Cinema
In campo cinematografico ricordiamo la regista e sceneggiatrice Kaouther Ben Hania, il cui film L'uomo che vendette la sua pelle, è stato, nel 2021, il primo film tunisino candidato per l'Oscar al miglior film straniero. Nel 2023 un altro film di Kaouther Ben Hania dal titolo Quattro figlie è entrato nella Short-list dei nove candidati per l'Oscar al miglior film straniero. Altro film noto della regista è La bella e le bestie (2017). Tra gli altri registi ricordiamo Abdellatif Kechiche. Tra i film documentari ricordiamo Rouge Parole (sulla Rivoluzione dei Gelsomini), film del regista tunisino Elyes Baccar, premiato per il miglior documentario "Finestre sul mondo" nel 2012, al Festival del Cinema Africano, d'Asia e America Latina di Milano.

### Tunisia nello spazio
- 22 marzo 2021: viene lanciato Challenge-1, il primo satellite tunisino[45].

## Sport

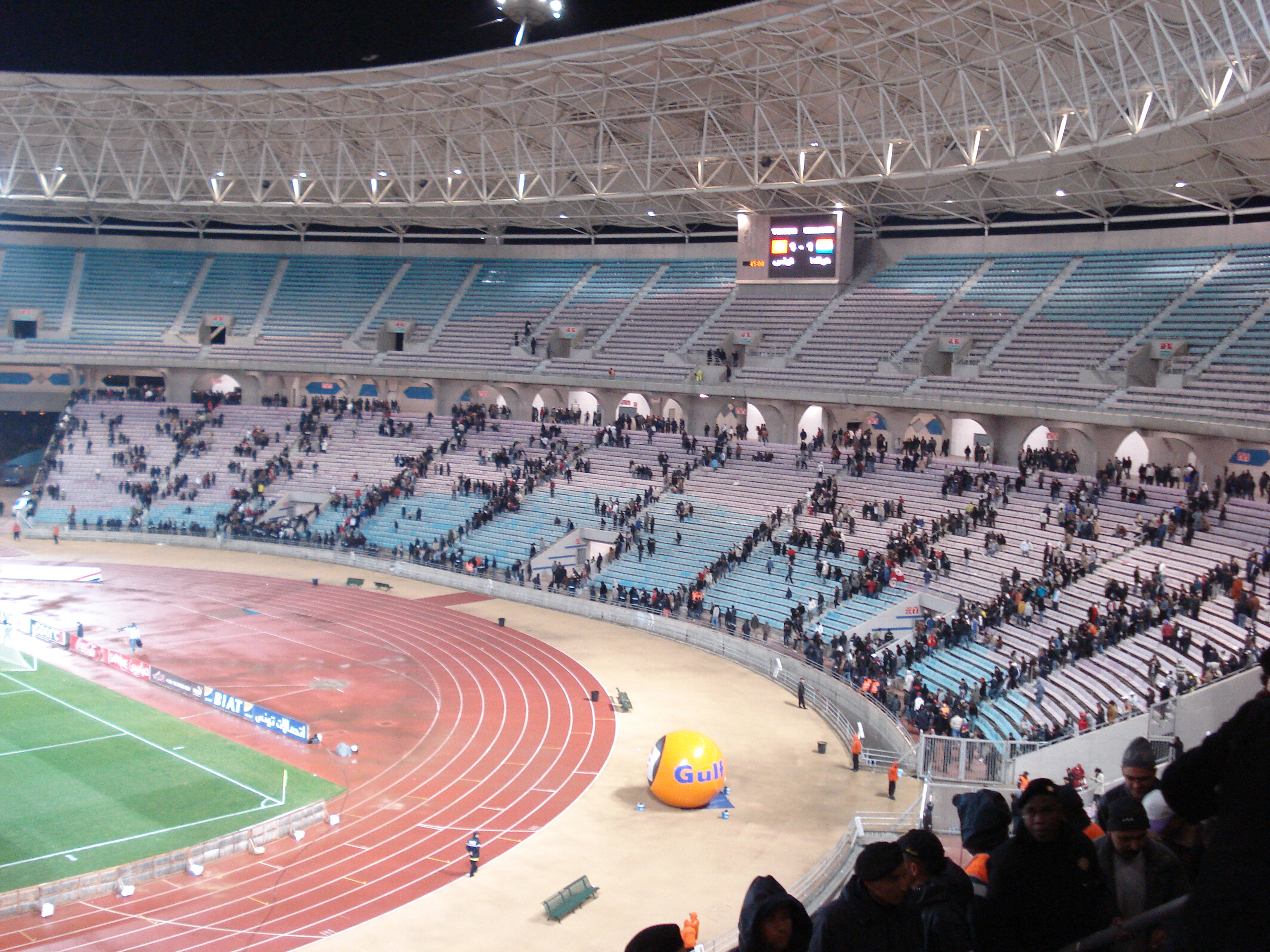
Stadio Olimpico di Radès

### Calcio
Lo sport più popolare è il calcio. Fra i trofei vinti dalla Nazionale di calcio della Tunisia spicca la Coppa delle Nazioni Africane del 2004; in quella edizione la Tunisia era il Paese ospitante e ha ottenuto la vittoria battendo in finale il Marocco per 2-1. L'attuale capocannoniere della Nazionale tunisina è Issam Jemâa con 36 reti. I club di calcio più importanti sono Espérance Sportive de Tunis, Étoile Sportive du Sahel, Club Africain, Club Sportif Sfaxien.

### Nuoto
Nel nuoto ricordiamo la figura di Oussama Mellouli, vincitore di diversi ori mondiali, tra cui quello ai Campionati mondiali di nuoto 2009, disputatisi a Roma.

### Giochi olimpici
Il primo oro olimpico per la Tunisia fu conquistato nei 5 000 metri piani da Mohamed Gammoudi, ai Giochi olimpici di Città del Messico 1968.
La prima medaglia olimpica per la Tunisia, invece, risale a Tokyo 1964 e la vinse Habib Galhia, medaglia di bronzo, nel pugilato.

### Pallacanestro

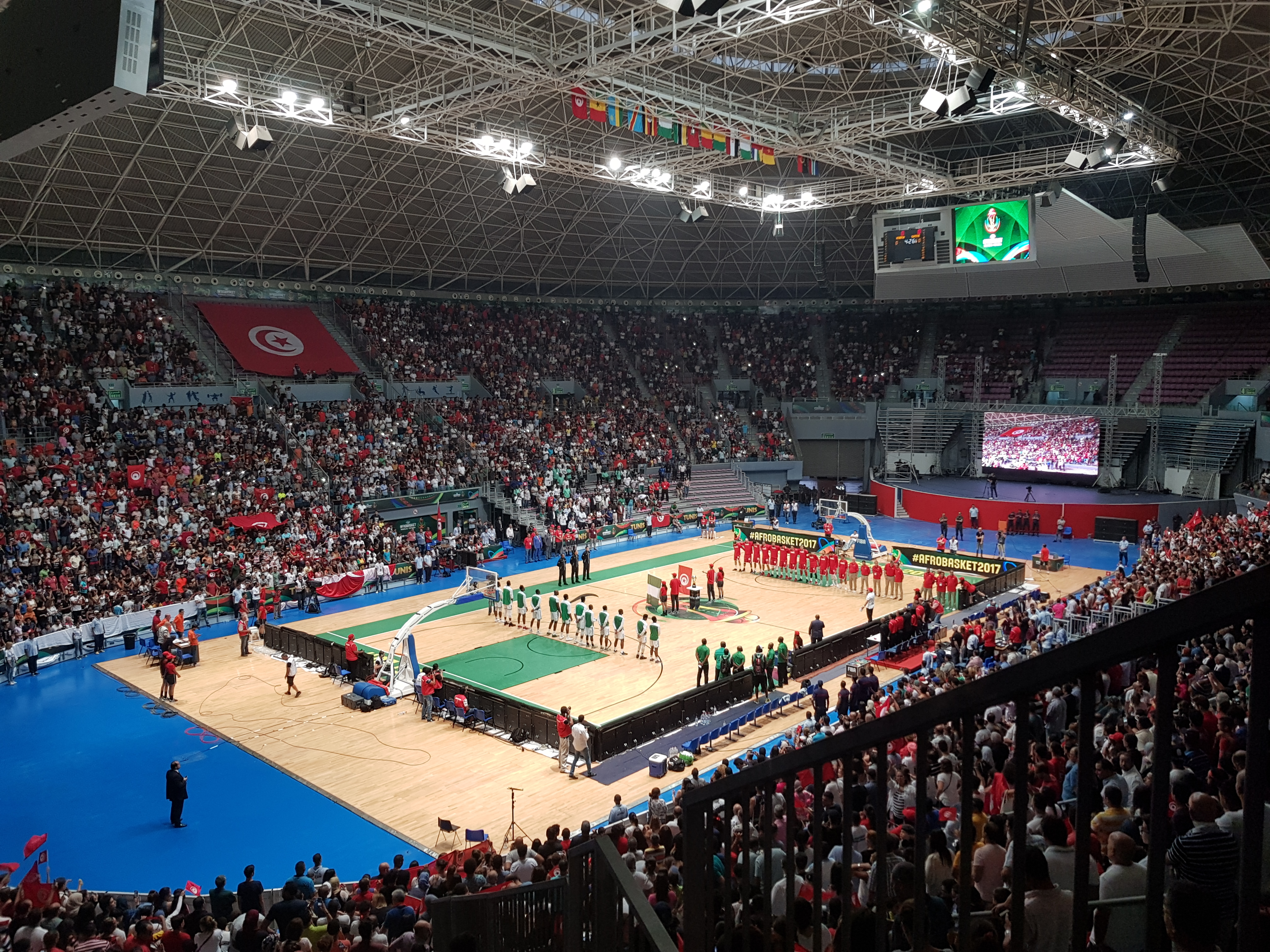
La finale di campionati africani di pallacanestro 2017 nel palazzetto dello sport di Radès

La Nazionale di pallacanestro tunisina ha vinto tre Campionati africani maschili di pallacanestro (2011, 2017 e 2021). Nel 2011 è stata la prima nazione nordafricana a partecipare al Campionato mondiale maschile di pallacanestro.
Salah Mejri è il primo e unico giocatore tunisino e arabo a giocare nella NBA.

### Pallavolo
La Nazionale di pallavolo maschile della Tunisia è la squadra più titolata del Campionato africano maschile di pallavolo, contando undici titoli.

### Pallamano
La Nazionale di pallamano maschile della Tunisia è la squadra più titolata del Campionato africano maschile di pallamano, con ben dieci titoli continentali.

## Tradizioni

### Gastronomia
I piatti principali della gastronomia tunisina sono il couscous, il tajine, la mulukhiyya, la meshweyya, il brik, l'osbane, la chorba, il mlawi, il lablabi, il mergez.
Fra i dolci si annoverano le samsa, le adlia, la baklawa, i kaak Anbar, i Kaak Tressé, i Mlabes, i machmoum, i miniardise jiljlane e i makroud.
Relativamente alle bevande, la Tunisia produce sia vini bianchi sia vini rossi.
Rossi
- Tyna
- Thibar
- Magon

Bianchi
- Coteaux de Carthage
- Muscat sec de Kelibia

Per quanto riguarda i liquori, sono prodotti localmente il Thibarine e il Boukha; esiste poi una bevanda chiamata Laghmi che consiste in linfa di palma estratta e servita senza alcun trattamento.

## Festività
Il calendario islamico è lunare pertanto le festività islamiche non hanno giorni stabiliti per tutti gli anni.
Le principali sono:
- ʿĪd al-aḍḥa
- ʿĪd al-fitr
- Ramadan (mese celebrativo e dedicato al digiuno)
- Mawlid (giorno di nascita di Maometto, che ricorre il 12 del mese lunare di Rabi' al-awwal)

Mentre le feste nazionali sono:
| Data       | Nome                                                  | Significato                                                                            |
| ---------- | ----------------------------------------------------- | -------------------------------------------------------------------------------------- |
| 1º gennaio | Capodanno                                             | Celebrazione internazionale dell'inizio di un nuovo anno                               |
| 14 gennaio | Festa della Rivoluzione e della Gioventù              | Celebrazione della Rivoluzione dei Gelsomini, nel 2011                                 |
| 20 marzo   | Festa dell'indipendenza (عيد الإستقلال)               | Indipendenza dalla Francia, nel 1956                                                   |
| 9 aprile   | Giorno dei Martiri                                    | Repressione delle manifestazioni nazionaliste da parte delle truppe francesi, nel 1938 |
| 1º maggio  | Festa del Lavoro                                      | Ricorrenza internazionale della festa dei lavoratori                                   |
| 24 giugno  | Anniversario della fondazione dell'Esercito Nazionale | Istituzione dell'Esercito Nazionale Tunisino                                           |
| 25 luglio  | Festa della Repubblica                                | Proclamazione della Repubblica di Tunisia, nel 1957                                    |
| 13 agosto  | Festa della Donna e della Famiglia                    | Promulgazione del Codice dello statuto della persona, nel 1956                         |
| 15 ottobre | Festa dell'Evacuazione                                | Partenza delle ultime truppe francesi dalla base di Biserta, nel 1963                  |